# Lightning (connettore)
Lightning è un connettore prodotto da Apple a partire dal 2012. L'interfaccia è compatibile con iPhone 5, iPod touch 5G, iPad 4, iPad mini, iPod nano 7G e successivi.

## Storia
Pensato per sostituire il connettore Dock, è stato presentato il 12 settembre 2012, durante una conferenza Apple a San Jose. Esso è compatibile con tutti i dispositivi presentati all'evento, come iPhone 5, iPod touch 5G, iPad e iPod nano 7G.
I prodotti presentati successivamente, come l'iPad mini, sono tutti dotati di collegamento con Lightning, fino ad arrivare al 30 ottobre 2018, data in cui Apple ha dichiarato che i nuovi modelli di iPad Pro saranno dotati di connettore USB-C.
Il 2023 segna l’abbandono del formato Lightning, anche a causa di una normativa UE che obbliga i produttori di dispositivi elettronici a usare il cavo universale USB C a partire dal 2024. A settembre Apple presenta iPhone 15 e iPhone 15 Pro, primi modelli di smartphone prodotti dall’azienda statunitense ad essere dotati di connettore di ricarica formato USB Type-C. Nello stesso mese vengono aggiornate le cuffie Airpods Pro (2ª generazione) introducendo un modello con il medesimo formato di ricarica.

## Tecnologia

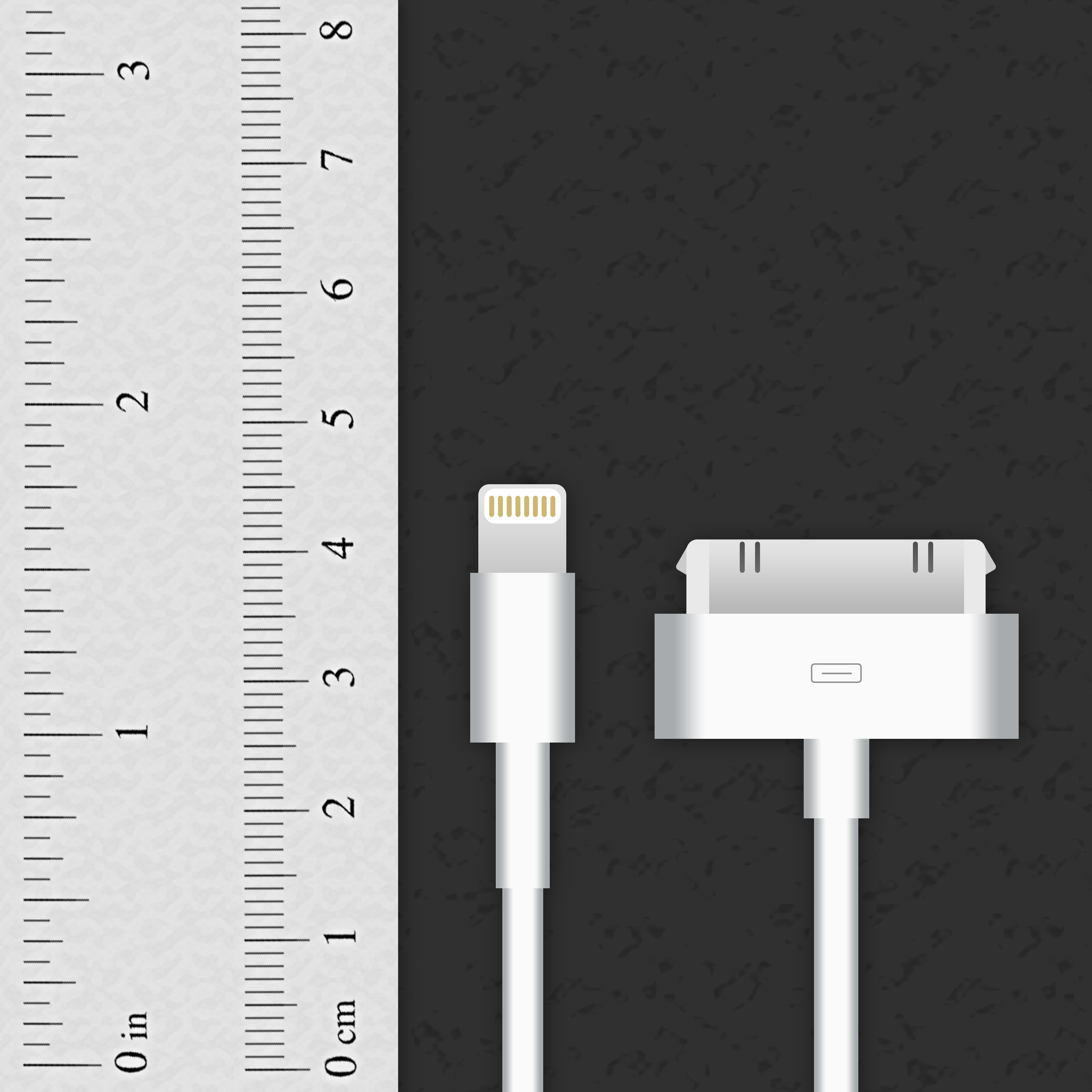
Lightning a confronto con il vecchio connettore a 30 pin

Lightning è un connettore a 8 pin completamente digitale dove il guscio metallico funziona come nono connettore di massa. A differenza del suo predecessore, lo spinotto può essere introdotto all'interno del dispositivo in entrambi i versi. Apple offre vari adattatori che consentono di utilizzare il connettore Lightning con altre interfacce, come connettore a 30 pin, USB 3.0, HDMI, VGA e SD. L'adattatore da Lightning a 30 pin supporta solo un sottoinsieme limitato dei segnali a 30 pin disponibili: dati USB 2.0, ricarica USB e uscita audio analogica (tramite il DAC all'interno dell'adattatore).
Lightning è più piccolo e versatile del vecchio connettore a 30 pin, e leggermente più largo dei connettori micro-USB.
I piedini del connettore occupano l'intero spessore dello stesso. In altre parole, il primo pin del lato sinistro e l'ultimo del lato destro corrispondono a due facce dello stesso piedino. Pertanto, anche se possibile, inserire la spina con un determinato orientamento non è elettricamente equivalente a inserirla in quello opposto. Per ovviare alla situazione, il connettore dispone di un chip che determina ogni volta in quale direzione lo spinotto è stato inserito all'interno del dispositivo e passa i segnali elettrici ai piedini corretti.
I cavi Lightning originali contengono un chip di autenticazione che rende difficile ai terzi la produzione di accessori compatibili senza l'approvazione da parte di Apple. Tuttavia, una società cinese è riuscita a bypassare questo protocollo ed ha iniziato a produrre stazioni di ricarica a partire dall'ottobre 2012.
Nel dicembre 2012, Belkin è diventata la prima società autorizzata a vendere accessori Lightning.
Nell'ottobre 2018, durante il consueto evento Apple, è stato presentato il nuovo iPad Pro equipaggiato con connettore USB-C in sostituzione del precedente connettore Lightning.
Con la presentazione dell'iPhone 7 e 7 Plus, sono state presentate i primi auricolari Apple AirPods con connettore Lightning, che vanno a sostituire le vecchie EarPods con connettore Jack da 3,5 mm.

## Marchio
Il 25 novembre 2012 Apple ha acquisito da Harley-Davidson il marchio "Lightning", la quale però mantiene i diritti di utilizzo del nome per i prodotti correlati alle sue motociclette.

## Prodotti
| Categoria \ Anni | 2012                                   | 2013                                 | 2014                                 | 2015                                       | 2016                                      | 2017                                                          | 2018                              | 2019                                               | 2020                                                                        | 2021                                                     | 2022                                                                        |
| ---------------- | -------------------------------------- | ------------------------------------ | ------------------------------------ | ------------------------------------------ | ----------------------------------------- | ------------------------------------------------------------- | --------------------------------- | -------------------------------------------------- | --------------------------------------------------------------------------- | -------------------------------------------------------- | --------------------------------------------------------------------------- |
| iPhone           | iPhone 5                               | iPhone 5S iPhone 5C                  | iPhone 6 iPhone 6 Plus               | iPhone 6S iPhone 6S Plus                   | iPhone SE (1ª gen) iPhone 7 iPhone 7 Plus | iPhone 8 iPhone 8 Plus iPhone X                               | iPhone XS iPhone XS Max iPhone XR | iPhone 11 iPhone 11 Pro iPhone 11 Pro Max          | iPhone SE (2ª gen) iPhone 12 mini iPhone 12 iPhone 12 Pro iPhone 12 Pro Max | iPhone 13 mini iPhone 13 iPhone 13 Pro iPhone 13 Pro Max | iPhone SE (3ª gen) iPhone 14 iPhone 14 Plus iPhone 14 Pro iPhone 14 Pro Max |
| iPad             | iPad (4ª gen) iPad mini (1ª gen)       | iPad Air (1ª gen) iPad mini (2ª gen) | iPad Air (2ª gen) iPad mini (3ª gen) | iPad mini (4ª gen) iPad Pro 12,9" (1ª gen) | iPad Pro 9,7"                             | iPad (5ª gen) iPad Pro 10,5" (1ª gen) iPad Pro 12,9" (2ª gen) | iPad (6ª gen)                     | iPad (7ª gen) iPad Air (3ª gen) iPad mini (5ª gen) | iPad (8ª gen)                                                               | iPad (9ª gen)                                            |                                                                             |
| iPod             | iPod nano (7ª gen) iPod touch (5ª gen) |                                      |                                      | iPod touch (6ª gen)                        |                                           |                                                               |                                   | iPod touch (7ª gen)                                |                                                                             |                                                          |                                                                             |
| AirPods          |                                        |                                      |                                      |                                            | AirPods (1ª gen)                          |                                                               |                                   | AirPods (2ª gen) AirPods Pro (1ª gen)              | AirPods Max (1ª gen)                                                        | AirPods (3ª gen)                                         | AirPods Pro (2ª gen)                                                        |